# Porkunsaaret
Porkunsaaret är en ö i Finland. Den ligger i vattendraget Livojoki och i kommunen Pudasjärvi i den ekonomiska regionen  Oulunkaari  och landskapet Norra Österbotten, i den centrala delen av landet, 600 km norr om huvudstaden Helsingfors. Öns area är 1,4 hektar och dess största längd är 210 meter i öst-västlig riktning.  Porkunsaaret ligger i sjön Naisjärvi.